# Melinda Ademi
Melinda Ademi, nota anche con lo pseudonimo di Melinda (Kosovska Mitrovica, 19 novembre 1995), è una rapper e cantante albanese.
È considerata una delle principali cantanti e rapper kosovo-albanesi, ha raggiunto la testa delle classifiche albanesi con i singoli "Pika Pika", "Melodia" e "Milano" .

## Biografia
È nata a Mitrovica, Kosovo; la sua famiglia emigrò negli Stati Uniti d'America durante la Guerra del Kosovo. Si è distinta sulla scena musicale per la prima volta nel 2013 negli USA. partecipando al programma American Idol e dove ha lasciato senza parole i membri della giuria Steven Tyler e Jennifer Lopez per la bellezza della sua voce; ha poi raggiunto il successo, e superato 500 milioni di visualizzazioni su YouTube, con canzoni come "Pika Pika" , "Çifteli", "Karma" e altre, diventando una delle artiste principali del panorama musicale di lingua albanese.

## Discografia
- 2015 - Purr
- 2018 - Lulija, featuring Seven
- 2018 - Lej
- 2018 - Palo
- 2019 - AMI
- 2019 - Çifteli *
- 2019  Melinda partecipa a Netët E Klipit Shqiptar 2019 con la canzone Lulija, featuring Seven [5]
- 2019 - Pika Pika. Il progetto è una co-produzione Panda Music-Antino Antani Records, con i testi della cantante e un 'beat' preparato da DjR Beatz. Il video di questa canzone è stato girato in Kosovo, e compare l'attore Osman Azemi nel ruolo di "Tetes Gjyli".[6]
- 2019 - A Po Don Pak
- 2019 - Karma
- 2020 - 24 Bars
- 2020 - Nashta
- 2020 - X5
- 2020 - Mekatare
- 2021 - Qa din ti
- 2021 - Melodia
- 2022 - Milano